# Karsten Brannasch
Karsten Brannasch (Altdöbern, RDA, 17 de agosto de 1966) es un deportista alemán que compitió para la RDA en bobsleigh en la modalidad cuádruple. 
Participó en los Juegos Olímpicos de Lillehammer 1994, obteniendo una medalla de oro en la prueba cuádruple (junto con Harald Czudaj, Olaf Hampel y Alexander Szelig). Ganó dos medallas en el Campeonato Europeo de Bobsleigh, plata en 1989 y bronce en 1995.

## Palmarés internacional
| Representando a la RDA   |                       |                   |           |
| Campeonato Europeo       |                       |                   |           |
| Año                      | Lugar                 | Medalla           | Prueba    |
| 1989                     | Winterberg (RFA)      | Medalla de plata  | Cuádruple |
| Representando a Alemania |                       |                   |           |
| Juegos Olímpicos         |                       |                   |           |
| Año                      | Lugar                 | Medalla           | Prueba    |
| 1994                     | Lillehammer (Noruega) | Medalla de oro    | Cuádruple |
| Campeonato Europeo       |                       |                   |           |
| Año                      | Lugar                 | Medalla           | Prueba    |
| 1995                     | Altenberg (Alemania)  | Medalla de bronce | Cuádruple |